# Michel Geysemans

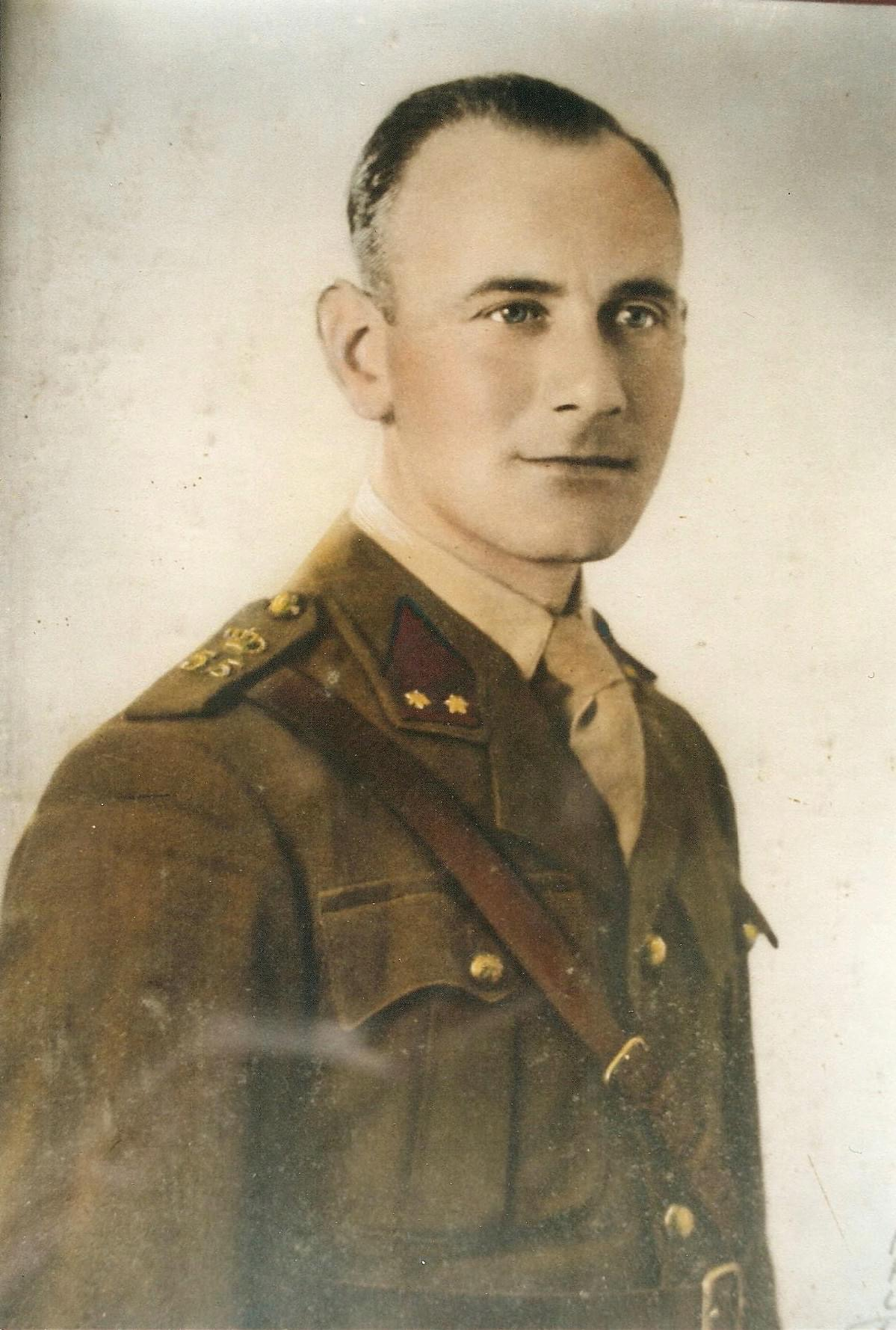
Michaël Geysemans, reserveofficier Belgisch Leger

Michaël (Michel) Lodewijk Jozef Geysemans (Duffel, 27 april 1910 – Antwerpen, 6 oktober 1943) was een gemeentebediende in Wilrijk, reserveluitenant van het Belgisch Leger, verzetsstrijder en leider in Wilrijk en Kontich. Hij werd ter dood veroordeeld door het Duitse veldgerecht op 17 september 1943 en gefusilleerd te Antwerpen op 6 oktober 1943.

## Biografie

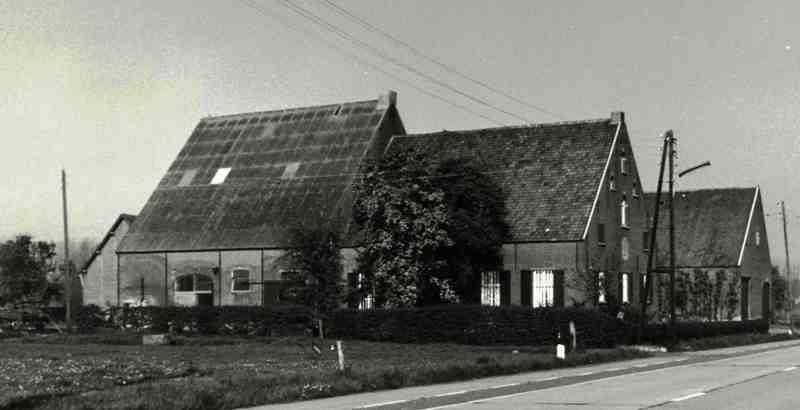
Hoeve Geysemans 1979

Michel Geysemans werd geboren te Duffel op 27 april 1910 als 14e kind in een katholiek landbouwersgezin. Zijn ouders waren Anna Maria Catharina Busschots (10 januari 1868 - 1 maart 1962) en Pieter Frans Geysemans (11 maart 1863 - 9 april 1943). Hij groeide op in een pachthoeve aan de Reetsche Steenweg in Kontich. De straat is in 1944 hernoemd naar Michel Geysemansstraat. De hoeve behoorde toe aan de familie della Faille en bestaat nog, thans gekend als de Wachters-Geysemanshoeve en aangeduid als vastgesteld bouwkundig erfgoed.
Michel Geysemans liep school aan het Sint-Romboutscollege te Mechelen, was lid van den Bond van het Heilige Hart en van het Sint-Vincentiusgenootschap. Hij speelde in de fanfare Sinte Cecilia en verder was hij bibliothecaris der parochiale boekerij Sint-Michaël en medewerker van boerenhulp aan stadskinderen.
Geysemans werkte als gemeentebediende in Wilrijk, Antwerpen. Daarnaast was hij reserveofficier bij het 5e linieregiment.

## Periode tijdens de bezetting
Geysemans was vanaf de start van de bezetting op zoek naar betrouwbare elementen om een verzetsbeweging te vormen. Hij was een van de eerste leden van het Belgisch Legioen (Geheim Leger) o.l.v. Kolonel Paul Housmans, alwaar hij de schuilnaam "Meneer Philips" aan nam. In Wilrijk was hij verzetsleider en vormde een groep met o.a. August Renders, Pierre Janssens, Pieter Desmet, Emiel Bethuyne en Jules Draeyers. In Waarloos stichtte Geysemans de Nationale Koningsgezinde Beweging (N.K.B.). Hij breidde zijn spionnage uit buiten het Antwerpse, regio Sint-Niklaas.
In de Rijksarchieven worden volgende activiteiten aan Geysemans toegeschreven:
- Beheren van fondsen en onderhouden van verzetsstrijders;[9]
- Beramen van een aanslag op Generaal Von Rundstedt in Antwerpen (niet uitgevoerd);[6]
- Hulp verschaffen aan Britse piloten en aan personen die moesten onderduiken in de Zoo van Antwerpen;[6][9]
- Uitgifte van valse paspoorten;[10]
- Wapens- en munitiediefstal uit de politieschool van Antwerpen;[9]
- Doorgeven van berichten aan de legerleiding en de geallieerden in Londen via een zender in de ouderlijke hoeve;[9]
- Wapendiefstal uit de bunkers van het Nachtegalenpark (met medewerking van de Wilrijkse Politie);[9]

Op 7 januari 1943 werd hij door de Gestapo aangehouden na verraad door Ernest Lagneau. Geysemans werd een eerste maal veroordeeld tot 6 jaar tuchtstraf. Hij werd opgesloten en gefolterd in het Fort van Breendonk. Tijdens zijn gevangenschap overleed zijn vader op 9 april 1943 ten gevolge van een slepende ziekte. De groep rond Geysemans en Draeyers zal vanaf juli 1943 deel uitmaken van Groep G. Geysemans werd op 17 september 1943 opnieuw gedaagd en hij werd ter dood veroordeeld voor "Hulp aan de vijand" door het Duitse veldgerecht (nummer FK 520 - StL V 170/43). Hij werd samen met Housmans gefusilleerd in Antwerpen op 6 oktober 1943. De executieplaats bevond zich in de voormalige schietbaan van het Belgisch leger ter hoogte van Hangar 9A aan de d’Herbouvillekaai, vlak bij de plaats waar in 1969 de Kennedytunnel werd gegraven.

## Afscheidsbrief
Op de dag van zijn executie schreef Michel Geysemans volgende afscheidsbrief.
6-10-1943
Allerliefsten allemaal,
Ik denk met veel liefde aan u allen in den stand van mijn leven dat ik zeer dicht bij Onze Lieve Heer sta. Ik moet nog zoveel zeggen... en ik weet niet waarmee aanvangen. Ik kan slechts beginnen met te zeggen dat ik U allen zo oneindig liefheb, allemaal, vooral heb ik het gevoeld tijdens mijn gevangenschap. En nu ik binnen enkele ogenblikken vóór God zal staan wil ik u nogmaals de verzekering geven van mijn innige liefde. Moeke liefsten lief moeke, hoe bemin ik U! Hoe dikwels heb ik naar U verlangd! oh, zo innig moeke! Ik zou zo gaarne blijven leven hebben om U te tonen hoezeer ik U bemin. Ik breng het offer van mijn leven, gelaten in volle overgave voor Gods H. wil, opdat Hij U zal sterken en opdat Uw geloof de smart licht om dragen zou maken. Ik bid omdat O.L. Vrouw voor altijdhorenden bijstand U mogen zegenen en sterken. Dank U voor Uw gebeden, voor uw offers, voor al hetgeen ge voor mij deed en... en vooral de gebeden die gij nog zult starten voor uw jongen. Ik dank U moeke liefsten klein lief moederke! Ik dank u en zal voor u bidden van uit den hemel, waarin ik spoedig hoop te komen, dank aan uw gebeden en van mijn broers en zusjes allemaal.
Liefsten moederken! Vaarwel tot bij O.L. Heer! Mogen Hij u sterken! Moge Hij u nog lang en gelukkig bij uw talrijke kinderen laten, tot meer geluk voor deze, liefste moeke. Treur niet om mij! Ik breng het offer van mijn leven gaarne, tot uitboeting van mijn zonden, en verder omdat God ....[onleesbaar] verlengen. Ik offer verder mijn leven opdat er meer liefde zou komen tussen de mensen. Liefde alleen toch kan de wereld redden. Gods woord was toch "Kinderkes bemint elkander, allen eeuwig".
Moeke, liefstebroers en zusjes allemaal, bemint elkander eeuwig. Ik kon voor een paar minuten te bichten te gaan. Wat heb ik dan geweend. Met één voet in den eeuwigheid reeds, voelt men zoo goed het nietige van het aardsche. Alleen is van waarde hetgeen we meedragen naar O.L. Heer. Daarom dank ik God dat Hij me zolang heeft laten leven, nu heb ik toch een beetje verdiensten bijeen vergaard en kom ik niet helemaal met ledige handen voor God.
Liefste moeke, lievelingen van broers en zusjes allemaal, ik dank u voor de vurige gebeden en de talrijke H. missen. Dank, tot in der eeuwigheid dank, het spijt me dat ik u allen niet meer kan omhelzen doch dat offer breng ik gaarne. Liefste moeke, liefste broers en zusjes, ik heb mijn laatste H. mis bijgewoond, een mis voor O.L.Vrouw en mijn laatste H. communie ontvangen. Wat is God goed wat is de Godsdienst schoon. Ik zeg samen met de heer aalmoezenier op't einde van de mis: benedicamus domino deo gratias. Ik dank God dat Hij me de genade heeft gegeven voor mijn daden, tijd te hebben om me voor te bereiden tot den dood. Ik ga naar God, naar vaderkes zaliger hierboven. Daar zal ik u allen wachten en voor u allen blijven bidden! Allen nog hartelijke afscheidszoen en tot in den hemel. Liefste Moeke, tot weerziens hierboven, allemaal tot weerziens.

Michel

## Postuum

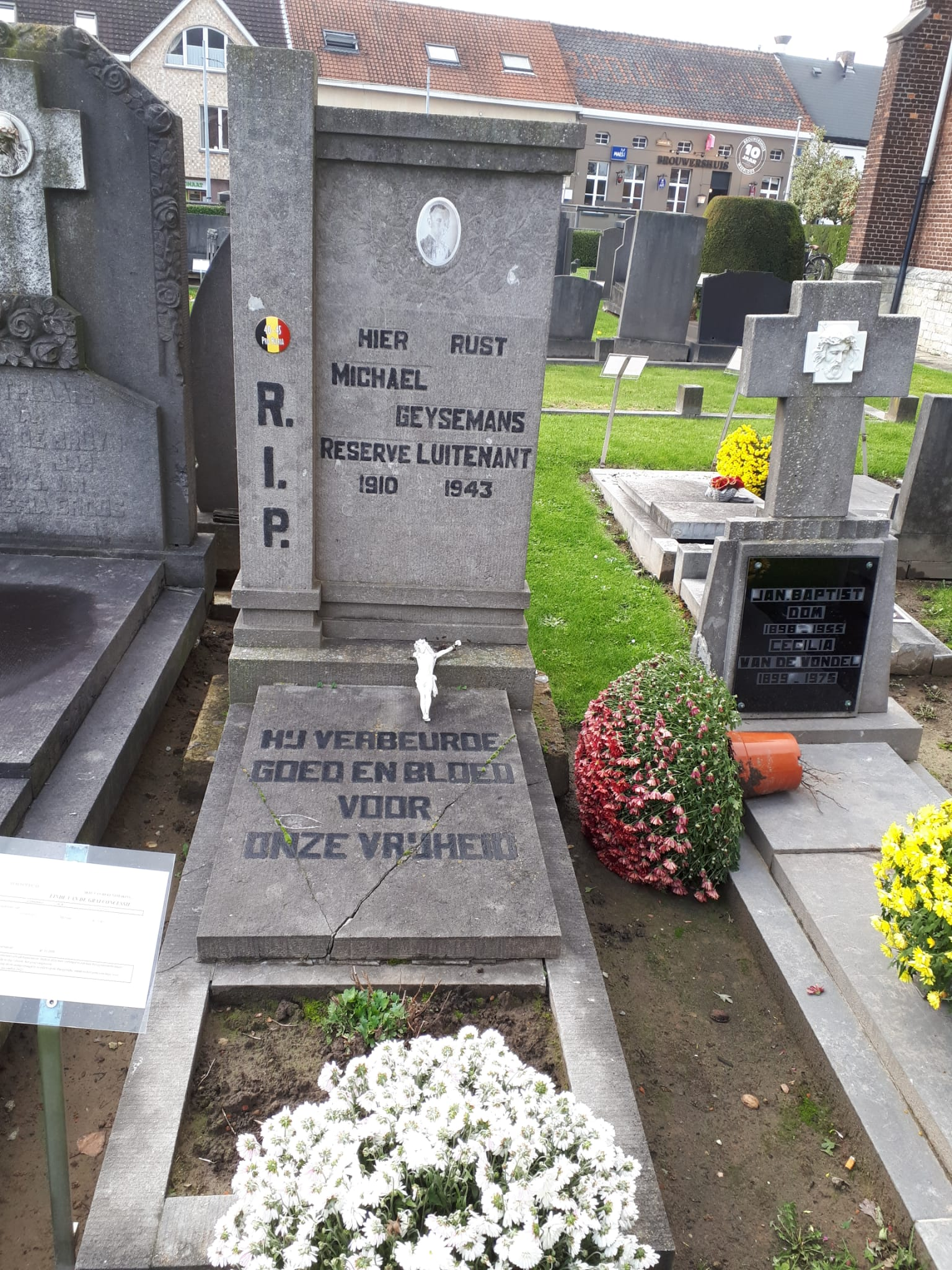
Graf Michel Geysemans te Waarloos

Eerwaarde heer Weidenstrasse omschreef Geysemans op het bidprentje als volgt:
"Hij was een teedere zoon, een liefdevolle broeder, een goede makker. Hij was de vriend van klein en groot, van rijk en arm. Begaan met het wel en wee van allen, was hij altijd bereid hulp te bieden zonder aanzien des persoons. Zijn grote en offervaardige liefde dreef hem - een der eersten - in den geheimen strijd tegen de vijandelijke verdrukking. Hij wist wat hij waagde, toch versaagde hij nooit, want hij kende vaar noch vrees. De honger en de folteringen konden zijn lichaam teisteren, maar zijne zielekrachten bleven ongerept. Hij troostte en bemoedigde zijne lotgenooten, bracht hen nader tot God, ontlastte zijn strijdmakkers, en viel zelf onder het moordend lood, innig vereenigd met het slachtoffer van Calvarië en de glimlach der gelukzaligen op de lippen."
Michel Geysemans werd aanvankelijk door de bezetter begraven onder "nummer 43" in een massagraf in het Kamp van Brasschaat Polygoon te Brasschaat Maria-Ter-Heide.
Op 20 november 1944 beslist de Gemeenteraad van Waarloos om als eerbetoon de Reetsche Steenweg (alwaar Geysemans woonde) te hernoemen naar "Michel Geysemansstraat". Ook in de gemeente Wilrijk werd er een straat naar Geysemans vernoemd.
Begin 1945 werd het massagraf ontdekt op het klein schietveld in het Kamp van Brasschaat. Op 21 mei 1945 werd het stoffelijk overschot overgebracht naar de begraafplaats van de Sint-Michielskerk in Waarloos. De dag nadien was er een plechtige lijkdienst.
In 1947 werd er postuum de eervolle onderscheiding Oologskruis 1940 met palm toegekend. In het persoonlijk dossier van de Weerstandsdienst werd volgende vermelding opgetekend: "Waardig overste, voorbeeld van moed en durf. Buitengewoon goed element, gaf zich gansch aan den Weerstand. Merkwaardig dapper en stoutmoedig, lid van groep G. Wegens zijn vaderlandlievende bedrijvigheid aangehouden. Behield een waardige houding tegenover zijn rechters."
Geysemans werd opgenomen in het namenproject van de Stad Antwerpen. Aan de Scheldekaaien, ter hoogte van het Loodswezen vlak bij de wijk het Eilandje, zal een nieuw monument-memoriaal worden opgericht.
1. 1 2 3  Dossier Michaël Geysemans. Ter inzage bij Defensie, Sectie Archieven, Kwartier Koningin, Elisabeth, Eversestraat 1, 1140 Evere
2. 1 2 3 4 5  Doodsbrief Michaël Geysemans, ter inzage bij Kring voor Heemkunde van Kontich, https://web.archive.org/web/20220125180850/http://www.museumkontich.be/
3. ↑  Wereldoorlog II in Kontich en Waarloos, Museum voor Heem- en Oudheidkunde, Kontich. Gearchiveerd op 25 januari 2022. Geraadpleegd op 25 januari 2022.
4. ↑  Inventaris Erfgoed, Wachters-Geysemanshoeve. Gearchiveerd op 25 januari 2022. Geraadpleegd op 25 januari 2022.
5. 1 2  Kring voor heemkunde Wilrica. Gearchiveerd op 25 januari 2022. Geraadpleegd op 25 januari 2022.
6. 1 2 3 4 5 6 7 8  Persoonsdossier Groep G AA977 doos 19.3 R V, Cegesoma Rijksarchief Anderlecht
7. ↑  Dossier Geysemans, Gewapende weerstander. Algemeen Rijksarchief (ARA) Brussel.
8. ↑  Getuigen.be, Jan Hertogen. Getuigenissen van overlevenden uit concentratie- en uitroeiingkampen.. Gearchiveerd op 19 maart 2022. Geraadpleegd op 25 januari 2022.
9. 1 2 3 4 5 6 7  Dossier statuut ‘Politiek Gevangene’, ref. PP AD 5553 kal 7494 Algemeen Rijksarchief 2 (ARA2)
10. ↑  Dossier Staatsveiligheid AA1333 Persoonlijke dossier Geysemans doos 873 nummer 22611, Cegesoma.
11. ↑  Doodsbrief Pieter Frans Geysemans, ter inzage bij Kring voor Heemkunde van Kontich, https://web.archive.org/web/20220125180850/http://www.museumkontich.be/
12. ↑  Archief Oorlogsslachtoffers ref. d58810, Cegesoma Rijksarchief.
13. ↑  "Namenproject Antwerpen brengt de 25.000 Antwerpse slachtoffers van de Tweede Wereldoorlog in kaart", Nieuwsblad, 3 september 2021. Gearchiveerd op 25 januari 2022. Geraadpleegd op 25 januari 2022.
14. ↑  Tim De Craene, Semper fidelis? De geschiedenis van de executieoorden Rieme en Oostakker. Gearchiveerd op 26 januari 2022. Geraadpleegd op 26 januari 2022.
15. ↑  Afscheidsbrief Michaël Geysemans, ter inzage bij Kring voor Heemkunde van Kontich, https://web.archive.org/web/20220125180850/http://www.museumkontich.be/
16. ↑  Bidprentje Michaël Geysemans, ter inzage bij Kring voor Heemkunde van Kontich, https://web.archive.org/web/20220125180850/http://www.museumkontich.be/
17. 1 2  Het Kamp van Brasschaat, De Gefusilleerden. Gearchiveerd op 5 november 2020. Geraadpleegd op 25 januari 2022.
18. ↑  Antwerpen herdenkt. Namenproject.. Geraadpleegd op 23 september 2023.